# پنج هفته در بالن (فیلم)
پنج هفته در بالن (انگلیسی: Five Weeks in a Balloon) فیلمی در ژانر علمی–تخیلی به کارگردانی ایروین آلن است که در سال ۱۹۶۲ منتشر شد.

## بازیگران
- سدریک هاردویک
- رد باتنز
- باربارا ادن
- پیتر لوری
- فابیان فورته
- ریچارد هایدن
- هنری دانیل
- هربرت مارشال
- مایک مازورکی
- ریموند بیلی
- رجینالد اوئن